# Stephan El Shaarawy
Stephan Kareem El Shaarawy (en árabe: ستيفان الشعراوي‎, Styfan al-Šʿrawy; Savona, provincia de Savona, 27 de octubre de 1992) es un futbolista italiano que juega de delantero en la A. S. Roma de la Serie A.

## Trayectoria

### Inicios
El Shaarawy comenzó su carrera desde muy joven, a la edad de 10 años, participando en carreras atléticas. Al cumplir los 14 años se empezó a dedicar al fútbol en las categorías inferiores del Genoa.

### Genoa
El 21 de diciembre de 2008, cuando tenía 16 años y 55 días de edad, hizo su debut en el primer equipo, jugando 10 minutos en un partido de la Serie A fuera de casa contra el Chievo Verona, convirtiéndose en el cuarto jugador más joven en la historia de la Serie A. Esa fue su única aparición de la temporada a pesar de estar en el banquillo muchas veces.

#### Calcio Padova
En junio de 2010, fue cedido al Calcio Padova para la temporada 2010-11 en Serie B. En su período de préstamo en el Pádova, que se convirtió rápidamente en un elemento clave para el equipo, lo que lleva al club a las finales de los playoffs de promoción en los que luego perdió ante el Novara. Fue galardonado Jugador del Año en 2011 de la Serie B por su actuación brillante en el Pádova.

### A. C. Milan
El 25 de junio de 2011, El Shaarawy firmó por el Milan.
El Shaarawy hizo su debut con el Milan en Serie A en el Estadio San Paolo en una derrota por 3-1 contra el Napoli. Tres días más tarde, después de entrar como sustituto del lesionado Alexandre Pato, marcó su primer gol para el club, dando un empate 1-1 en casa ante el Udinese. En sus primeros seis meses en el Milan, disputó un total de siete partidos, por lo que se pensó que podía ser prestado para ayudar a su progresión de juego. Sin embargo, se tomó la decisión entre Adriano Galliani, Massimiliano Allegri y él mismo para quedarse en el club para el futuro próximo. Fue entonces que sus actuaciones con el Milan comenzaron a mejorar y lo llevaron a convertirse en uno de los jóvenes más valorados en Italia. El 8 de febrero de 2012, El Shaarawy anotó en la derrota de su equipo 1-2 ante la Juventus en el partido de ida de las semifinales de la Copa de Italia.

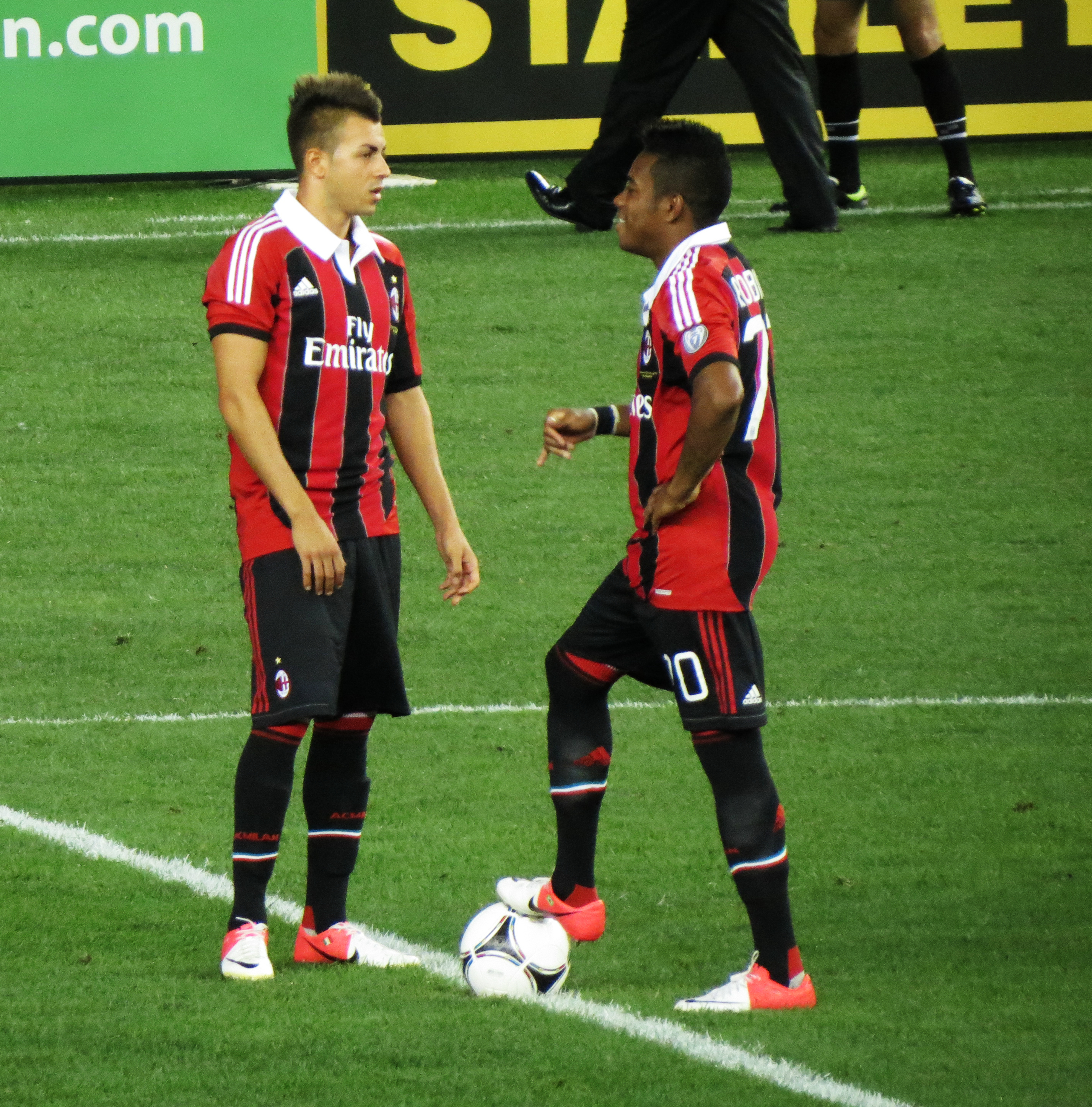
El Shaarawy junto a Robinho en un partido de pretemporada contra el Real Madrid, en el año 2012.

El 25 de julio de 2012, El Shaarawy firmó un nuevo contrato de cinco años con el Milan, que lo mantendrá con el equipo hasta junio de 2017. El 3 de octubre de 2012, marcó su primer gol en la Liga de Campeones de la UEFA contra el Zenit, convirtiéndose así en el goleador más joven del AC Milan en la competición a la edad de 19 años y 342 días y anotó dos goles en el derbi ante el Napoli. El Shaarawy continuó su buena forma al anotar dos goles en un partido contra el Catania Calcio, que terminó 1-3 a favor del Milan. Luego agregó una meta de 76 minutos en la goleada 4-2 sobre el Torino FC y otro en una victoria por 4-1 sobre el Pescara y que contribuyó en cuarta victoria consecutiva. Terminó la primera mitad de la temporada de la Serie A como máximo goleador con 14 goles y también máximo goleador del Milan en todas las competiciones con 16 goles.
El 28 de febrero de 2013, El Shaarawy terminó la especulación sobre su futuro al firmar una nueva extensión de contrato por una temporada más con el Milan, hasta junio de 2018. En la segunda mitad de la temporada 2012-13, El Shaarawy trató de encontrar su mejor forma, Adriano Galliani, director general, defendió al jugador al afirmar que sus goles hacían que el Milan luchara por los tres primeros puestos.

El 20 de agosto de 2013, El Shaarawy anotó su primer gol en juegos competitivos desde febrero de 2013 contra el PSV Eindhoven en la fase de grupos de Liga de Campeones de la UEFA. No obstante, El Shaarawy solo participó en 9 partidos en toda la temporada, viéndose perjudicado por las lesiones.

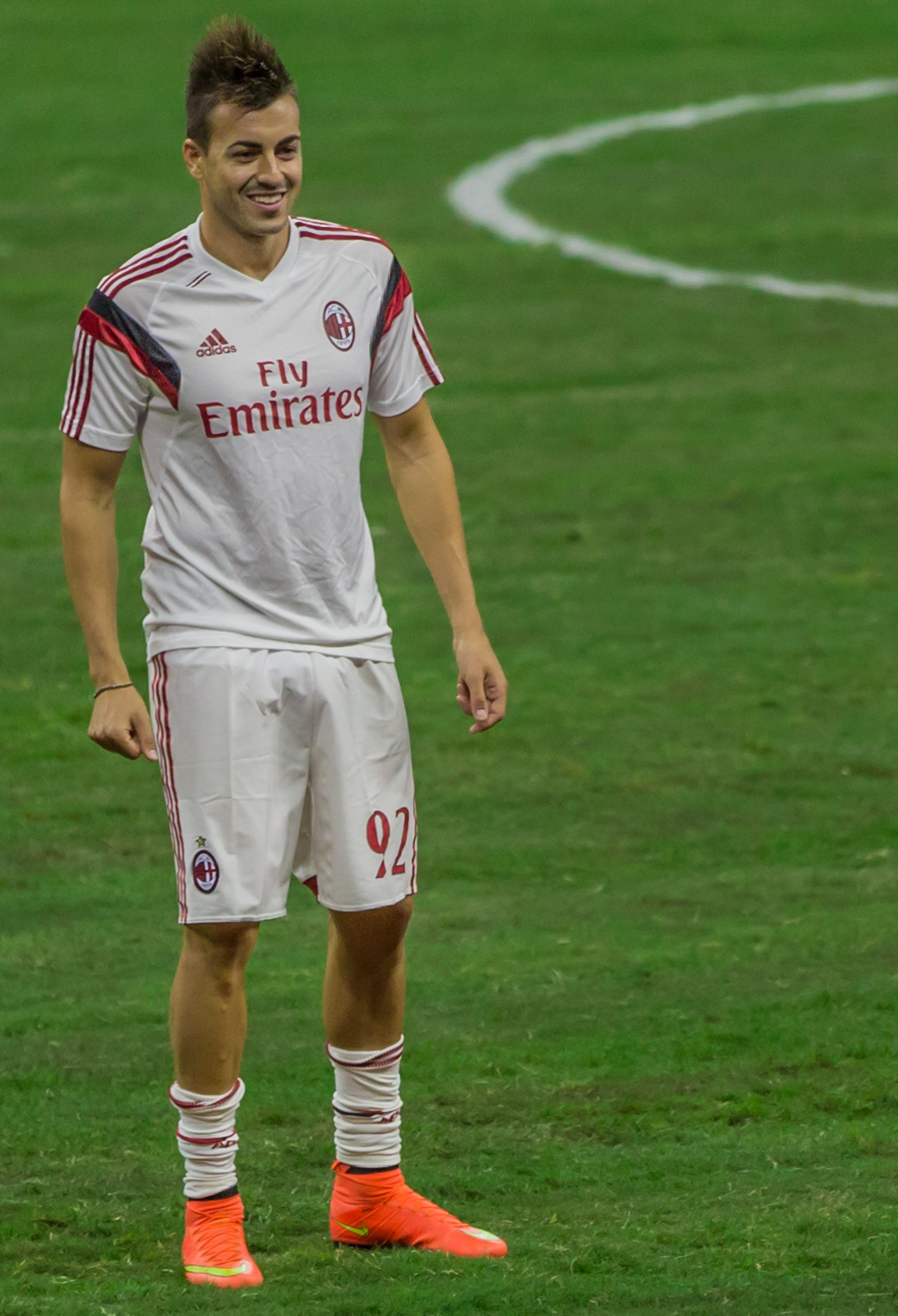
El Shaarawy en 2014.

### A. S. Mónaco
El 13 de julio de 2015, fue anunciada su llegada a préstamo por un año con opción de compra al A. S. Mónaco. Sin embargo, no tuvo éxito en el equipo del principado, cuyo técnico decidió no contar con él.

### A. S. Roma
El 26 de enero de 2016 llegó a la A. S. Roma cedido por seis meses con opción de compra. Marcó su primer gol como giallorosso de tacón en su partido de debut con su nuevo equipo, en el que la Roma le ganó 3-1 al Frosinone, el 30 de enero. Tres días después, también marcó un tanto frente al Sassuolo en su segundo partido con la camiseta romanista. No pudo mantener la racha goleadora en los tres partidos siguientes, pero volvió a ver puerta cuando hizo un doblete en la victoria ante el Empoli el 27 de febrero y marcó otro tanto frente a la Fiorentina. En total, sumó cinco goles y dos asistencias en sus seis primeros partidos disputados con su nuevo equipo. Tras otros dos partidos de sequía, retomó el camino del gol en el derbi de Roma frente a la Lazio. El 2 de mayo de 2016 marcó un gol que daba la victoria a la Roma frente a su ex equipo, el Genoa; y terminó la temporada marcando otro gol a otro equipo en el que había jugado antes, el Milan. Su equipo terminó la Serie A en 3.ª posición.
El 21 de junio de 2016 la A. S. Roma ejerció su opción de compra, haciéndose con los servicios del jugador por 13 millones de euros. En su segunda temporada en el equipo italiano, la primera completa, El Shaarawy comenzó siendo titular; pero a la larga no tuvo tanta continuidad en el once inicial, ya que fue suplente en bastantes más ocasiones que entonces como en el curso anterior. Sin embargo, en la recta final de la Serie A fue una de las piezas clave para que su equipo obtuviera el subcampeonato.
El 31 de octubre de 2017 marcó 2 goles en un partido de la Liga de Campeones contra el Chelsea que ganó su equipo por 3-0, siendo elegido "jugador de la semana" de la máxima competición europea. La Roma llegó a semifinales de la Champions, donde fue eliminado por el Liverpool por un resultado global de 7-6.
En la temporada 2018-19 fue el máximo goleador de su equipo en la Serie A, con 11 tantos en 28 partidos (y también convirtiendo 3 asistencias), su mejor cifra anotadora desde la temporada más exitosa en 2012-13.

### Shanghái Shenhua
El 8 de julio de 2019 el Shanghái Shenhua hizo oficial su fichaje a cambio de unos 20 millones de euros. Ganó una Copa de China con el conjunto chino. En el club convirtió 4 tantos en 19 presencias, también asistiendo en dos ocasiones.

### Regreso a Roma
El 30 de enero de 2021 volvió a firmar por la A. S. Roma tras haberse desvinculado del Shanghái Shenhua. El 25 de mayo de 2022 ganó la Liga Europa Conferencia de la UEFA 2021-22, este fue su primer título internacional con la Roma, en ese torneo marcó cuatro tantos, tres en fase de grupos y uno en la ronda de clasificación. 
En marzo de 2023 volvió a convertir en competencias internacionales, esta vez en el marco de la Liga Europa de la UEFA 2022-23, marcando el primer tanto del encuentro ante Real Sociedad.

## Selección nacional
Desde joven diferentes federaciones se interesaron por contar con sus servicios. Sabri El Shaarawy, su padre, es egipcio, pero pasó unos años en Venezuela, donde adquirió la doble nacionalidad. Por su parte, Stephan es italiano ya que nació en Savona en 1992. Fue así como las federaciones de Italia y Egipto trataron de contar con el delantero para sus respectivas selecciones nacionales, algo que también intentó Venezuela.

### Absoluta
Ha sido internacional con la selección de Italia en 24 ocasiones y ha marcado 4 goles. Debutó el 15 de agosto de 2012, en un encuentro amistoso ante la selección de Inglaterra que finalizó con marcador de 2-1 a favor de los ingleses. Su primer gol lo anotó el 14 de noviembre de ese mismo año en la derrota de su selección por 1-2 ante Francia.

### Participaciones en Eurocopas
| Copa          | Sede     | Resultado        | Partidos | Goles |
| ------------- | -------- | ---------------- | -------- | ----- |
| Eurocopa 2016 | Francia  | Cuartos de final | 1        | 0     |
| Eurocopa 2024 | Alemania | Octavos de final | 1        | 0     |

### Participaciones en Copas Confederaciones
| Copa                      | Sede   | Resultado    | Partidos | Goles |
| ------------------------- | ------ | ------------ | -------- | ----- |
| Copa Confederaciones 2013 | Brasil | Tercer lugar | 2        | 0     |

### Goles internacionales
| Goles internacionales | Goles internacionales   | Goles internacionales              | Goles internacionales | Goles internacionales | Goles internacionales | Goles internacionales |
| #                     | Fecha                   | Estadio                            | Rival                 | Gol                   | Resultado             | Competición           |
| --------------------- | ----------------------- | ---------------------------------- | --------------------- | --------------------- | --------------------- | --------------------- |
| 1                     | 14 de noviembre de 2012 | Ennio Tardini, Parma, Italia       | Francia               | 1-0                   | 1 - 2                 | Amistoso              |
| 2                     | 10 de octubre de 2015   | Olímpico, Bakú, Azerbaiyán         | Azerbaiyán            | 1-2                   | 1 - 3                 | Clasif. Eurocopa 2016 |
| 3                     | 29 de marzo de 2016     | Allianz Arena, Múnich, Alemania    | Alemania              | 4-1                   | 4 - 1                 | Amistoso              |
| 4                     | 15 de octubre de 2019   | Rheinpark, Vaduz, Leichtenstein    | Liechtenstein         | 0-4                   | 0 - 5                 | Clasif. Eurocopa 2020 |
| 5                     | 7 de octubre de 2020    | Artemio Franchi, Florencia, Italia | Moldavia              | 3-0                   | 6 - 0                 | Amistoso              |
| 6                     | 7 de octubre de 2020    | Artemio Franchi, Florencia, Italia | Moldavia              | 5-0                   | 6 - 0                 | Amistoso              |
| 7                     | 17 de noviembre de 2023 | Olimpico, Roma, Italia             | Macedonia del Norte   | 5-2                   | 5 - 2                 | Clasif. Eurocopa 2024 |

## Estadísticas

### Clubes
Actualizado al último partido jugado el 25 de mayo de 2025.
| Club | Div.          | Temporada     | Liga  | Liga  | Liga   | Copas nacionales(1) | Copas nacionales(1) | Copas nacionales(1) | Copas internacionales(2) | Copas internacionales(2) | Copas internacionales(2) | Total | Total | Total  |
| Club | Div.          | Temporada     | Part. | Goles | Asist. | Part.               | Goles               | Asist.              | Part.                    | Goles                    | Asist.                   | Part. | Goles | Asist. |
| --- | ------------- | ------------- | ----- | ----- | ------ | ------------------- | ------------------- | ------------------- | ------------------------ | ------------------------ | ------------------------ | ----- | ----- | ------ |
| Genoa C. F. C. · Italia | 1.ª           | 2008-09       | 1     | 0     | 0      | —                   | —                   | —                   | —                        | —                        | —                        | 1     | 0     | 0      |
| Genoa C. F. C. · Italia | 1.ª           | 2009-10       | 2     | 0     | 0      | —                   | —                   | —                   | —                        | —                        | —                        | 2     | 0     | 0      |
| Genoa C. F. C. · Italia | Total club    | Total club    | 3     | 0     | 0      | 0                   | 0                   | 0                   | 0                        | 0                        | 0                        | 3     | 0     | 0      |
| Calcio Padova · Italia | 2.ª           | 2010-11       | 29    | 9     | 4      | 1                   | 0                   | 0                   | —                        | —                        | —                        | 30    | 9     | 4      |
| Calcio Padova · Italia | Total club    | Total club    | 29    | 9     | 4      | 1                   | 0                   | 0                   | 0                        | 0                        | 0                        | 30    | 9     | 4      |
| A. C. Milan · Italia | 1.ª           | 2011-12       | 22    | 2     | 2      | 4                   | 2                   | 1                   | 2                        | 0                        | 0                        | 28    | 4     | 3      |
| A. C. Milan · Italia | 1.ª           | 2012-13       | 37    | 16    | 6      | 1                   | 1                   | 0                   | 8                        | 2                        | 2                        | 46    | 19    | 8      |
| A. C. Milan · Italia | 1.ª           | 2013-14       | 7     | 0     | 0      | —                   | —                   | —                   | 3                        | 1                        | 0                        | 10    | 1     | 0      |
| A. C. Milan · Italia | 1.ª           | 2014-15       | 18    | 3     | 3      | 1                   | 0                   | 0                   | —                        | —                        | —                        | 19    | 3     | 3      |
| A. C. Milan · Italia | Total club    | Total club    | 84    | 21    | 11     | 6                   | 3                   | 1                   | 13                       | 3                        | 2                        | 103   | 27    | 14     |
| A. S. Mónaco Francia | 1.ª           | 2015-16       | 15    | 0     | 0      | —                   | —                   | —                   | 9                        | 3                        | 1                        | 24    | 3     | 1      |
| A. S. Mónaco Francia | Total club    | Total club    | 15    | 0     | 0      | 0                   | 0                   | 0                   | 9                        | 3                        | 1                        | 24    | 3     | 1      |
| A. S. Roma · Italia | 1.ª           | 2015-16       | 16    | 8     | 2      | —                   | —                   | —                   | 2                        | 0                        | 0                        | 18    | 8     | 2      |
| A. S. Roma · Italia | 1.ª           | 2016-17       | 32    | 8     | 6      | 4                   | 2                   | 3                   | 8                        | 2                        | 1                        | 44    | 12    | 10     |
| A. S. Roma · Italia | 1.ª           | 2017-18       | 33    | 7     | 5      | 1                   | 0                   | 1                   | 10                       | 2                        | 1                        | 44    | 9     | 7      |
| A. S. Roma · Italia | 1.ª           | 2018-19       | 28    | 11    | 3      | 1                   | 0                   | 1                   | 4                        | 0                        | 1                        | 33    | 11    | 5      |
| Shanghái Shenhua China | 1.ª           | 2019          | 10    | 1     | 2      | 3                   | 3                   | 0                   | —                        | —                        | —                        | 13    | 4     | 2      |
| Shanghái Shenhua China | 1.ª           | 2020          | 6     | 0     | 0      | 0                   | 0                   | 0                   | 0                        | 0                        | 0                        | 6     | 0     | 0      |
| Shanghái Shenhua China | Total club    | Total club    | 16    | 1     | 2      | 3                   | 3                   | 0                   | 0                        | 0                        | 0                        | 19    | 4     | 2      |
| A. S. Roma · Italia | 1.ª           | 2020-21       | 10    | 1     | 0      | —                   | —                   | —                   | 4                        | 1                        | 0                        | 14    | 2     | 0      |
| A. S. Roma · Italia | 1.ª           | 2021-22       | 27    | 3     | 0      | 1                   | 0                   | 0                   | 8                        | 4                        | 1                        | 36    | 7     | 1      |
| A. S. Roma · Italia | 1.ª           | 2022-23       | 29    | 7     | 2      | 2                   | 0                   | 0                   | 11                       | 2                        | 1                        | 42    | 9     | 3      |
| A. S. Roma · Italia | 1.ª           | 2023-24       | 33    | 3     | 3      | 2                   | 0                   | 0                   | 11                       | 0                        | 5                        | 46    | 3     | 8      |
| A. S. Roma · Italia | 1.ª           | 2024-25       | 31    | 3     | 4      | 1                   | 0                   | 0                   | 9                        | 0                        | 0                        | 41    | 3     | 4      |
| A. S. Roma · Italia | Total club    | Total club    | 239   | 51    | 25     | 12                  | 2                   | 5                   | 67                       | 11                       | 10                       | 318   | 64    | 40     |
| Total carrera | Total carrera | Total carrera | 386   | 82    | 42     | 22                  | 8                   | 6                   | 89                       | 17                       | 13                       | 497   | 107   | 61     |
| (1) Incluye datos de Copa Italia, Supercopa de Italia. (2) Incluye datos de Liga de Campeones de la UEFA, Liga Europa de la UEFA y Liga Europa Conferencia de la UEFA. |               |               |       |       |        |                     |                     |                     |                          |                          |                          |       |       |        |

### Selección nacional
Actualizado al último partido jugado el 17 de noviembre de 2023.
| Selección | Año   | Amistosos | Amistosos | Eurocopa | Eurocopa | Eliminatorias europeas | Eliminatorias europeas | Mundial | Mundial | Eliminatorias mundialistas | Eliminatorias mundialistas | Copa Confederaciones | Copa Confederaciones | Total | Total |
| Selección | Año   | Part.     | Goles     | Part.    | Goles    | Part.                  | Goles                  | Part.   | Goles   | Part.                      | Goles                      | Part.                | Goles                | Part. | Goles |
| --------- | ----- | --------- | --------- | -------- | -------- | ---------------------- | ---------------------- | ------- | ------- | -------------------------- | -------------------------- | -------------------- | -------------------- | ----- | ----- |
| Italia    | 2012  | 2         | 1         | -        | -        | -                      | -                      | -       | -       | 1                          | 0                          | -                    | -                    | 3     | 1     |
| Italia    | 2013  | 3         | 0         | -        | -        | -                      | -                      | -       | -       | 2                          | 0                          | 2                    | 0                    | 7     | 0     |
| Italia    | 2014  | 0         | 0         | -        | -        | 1                      | 0                      | -       | -       | -                          | -                          | -                    | -                    | 1     | 0     |
| Italia    | 2015  | 3         | 0         | -        | -        | 3                      | 1                      | -       | -       | -                          | -                          | -                    | -                    | 6     | 1     |
| Italia    | 2016  | 2         | 1         | 1        | 0        | -                      | -                      | -       | -       | -                          | -                          | -                    | -                    | 3     | 1     |
| Italia    | 2017  | 1         | 0         | -        | -        | -                      | -                      | -       | -       | 2                          | 0                          | -                    | -                    | 3     | 0     |
| Italia    | 2018  | -         | -         | -        | -        | -                      | -                      | -       | -       | -                          | -                          | -                    | -                    | -     | -     |
| Italia    | 2019  | -         | -         | -        | -        | 2                      | 1                      | -       | -       | -                          | -                          | -                    | -                    | 2     | 1     |
| Italia    | 2020  | 2         | 2         | -        | -        | 1                      | 0                      | -       | -       | -                          | -                          | -                    | -                    | 3     | 2     |
| Italia    | 2021  | -         | -         | -        | -        | 1                      | 0                      | -       | -       | -                          | -                          | -                    | -                    | 1     | 0     |
| Italia    | 2022  | -         | -         | -        | -        | -                      | -                      | -       | -       | -                          | -                          | -                    | -                    | -     | -     |
| Italia    | 2023  | -         | -         | -        | -        | 2                      | 1                      | -       | -       | -                          | -                          | -                    | -                    | 2     | 1     |
| Total     | Total | 13        | 4         | 1        | 0        | 10                     | 3                      | 0       | 0       | 5                          | 0                          | 2                    | 0                    | 31    | 7     |

## Palmarés

### Títulos nacionales
| Título        | Club             | País  | Año  |
| ------------- | ---------------- | ----- | ---- |
| Copa de China | Shanghái Shenhua | China | 2019 |

### Títulos internacionales
| Título                             | Club       | Sede   | Año  |
| ---------------------------------- | ---------- | ------ | ---- |
| Liga Europa Conferencia de la UEFA | A. S. Roma | Tirana | 2022 |

### Distinciones individuales
| Distinción                    | Año  |
| ----------------------------- | ---- |
| Mejor jugador joven en Italia | 2012 |